# Букия, Александр Ионович
Алекса́ндр Ио́нович Бу́кия (груз. ალექსანდრე იონას ძე ბუკია; 17 мая 1906, Кутаиси, Российская империя, ныне Грузия — 15 ноября 1976, Тбилиси, Грузинская ССР, ныне Грузия) — грузинский композитор и педагог. Народный артист Грузинской ССР (1966).

## Биография
В 1933 году окончил Тифлисскую консерваторию (ученик Сергея Бархударяна, Mихаила Багриновского и Ионы Туския). В 1928—1933 годах преподавал пение в школах. С 1932 года музыкальный редактор, с 1938 года художественный руководитель, а с 1972 года консультант музыкального вещания Госкомитета по телевидению и радиовещанию Грузинской ССР. Автор романсов: «Спящая дева», «Помнишь, милая» (на стихи Ильи Чавчавадзе), «Распускаются нивы», «Розовые персики», «Заздравный кубок» (на стихи Галактиона Табидзе), «Как хороша» (на стихи Давида Гачечиладзе). Писал музыку к фильмам. Член КПСС с 1951 года.

## Сочинения
- детская опера «Непрошеные гости» (1950, Тбилиси)
- опера «Арсен» (1958, Тбилиси)
- опера «Три кузнеца» (1970, Тбилиси)
- симфония (1947)
- цикл «Песни раненого бойца» (1943)

## Награды и звания
- орден Трудового Красного Знамени (17.04.1958)
- Заслуженный деятель искусств Грузинской ССР (1950)
- Народный артист Грузинской ССР (1966)